# Cleptes

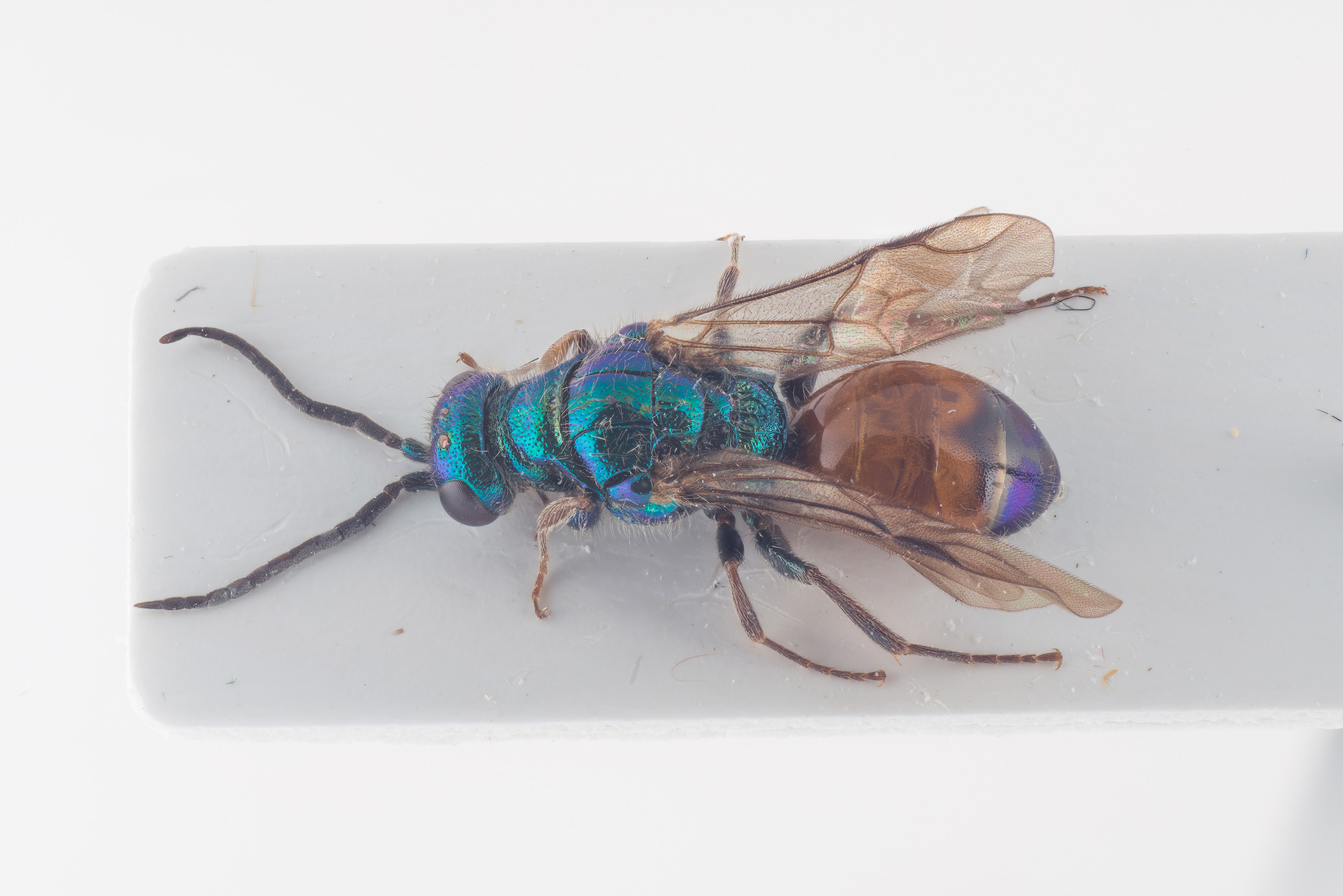
Cleptes semiauratus

Cleptes (лат.) — род ос-блестянок из подсемейства Cleptinae.

## Распространение
В Евразии обитают 46 видов, 8 в Северной Америке, 1 в Аргентине. В Палеарктике 14 видов, в Китае 17 видов. Из 90 видов более 80 встречаются в Голарктике.

## Описание
Тело от буровато-рыжего до синевато-чёрного, имеет частичный металлический окрас. Переднеспинка длинная, имеет коническую форму. Наличник имеет глубокую выемку ниже усиковой ямки и выступающую срединную часть. Пронотум сужается кпереди. У самок 4 видимых тергита (у самцов пять).

## Экология
Личинки паразитируют на личинках пилильщиков. Известные хозяева: 1) семейство Diprionidae: Neodiprion; 2) семейство Tenthredinidae: Nematus hispidae, Nematus ribesii, Pristiphora.

## Классификация
Около 90 видов. В составе рода выделяют следующие виды:
- вид: Cleptes adonis Rosa & Boustani, 2022 — Ливан[4]
- вид: Cleptes aerosus Foerster, 1853
- вид: Cleptes afer Lucas, 1849
- вид: Cleptes affulgens Linsenmaier, 1994[5]
- вид: Cleptes albonotatus Wei & al., 2013 — Китай
- вид: Cleptes asianus Kimsey, 1987 — Тайвань
- вид: Cleptes cavernalis Móczár, 1968
- вид: Cleptes christi Rosa & Makris, 2022 — Кипр[4]
- вид: Cleptes collaris Linsenmaier, 1959
- вид: Cleptes crassipes Tsuneki, 1959 — Япония (острова Хоккайдо, Сикоку, Хонсю)[1]
- вид: Cleptes dauriensis Moczar, 1997 — Монголия
- вид: Cleptes doii Tsuneki, 1959 — Полуостров Корея[1]
- вид: Cleptes eburnecoxis Wei & al., 2013 — Китай
- вид: Cleptes femoralis Mocsáry, 1890
- вид: Cleptes flavolineatus Wei & al., 2013 — Китай
- вид: Cleptes fudzi Tsuneki, 1959 — Япония (остров Хонсю)[1]
- вид: Cleptes galloisi Uchida, 1926 — Япония[1]
- вид: Cleptes graecus Móczár, 2001
- вид: Cleptes helanshanus Wei & al., 2013 — Китай
- вид: Cleptes hyalinae Kuznetzov-Ugamskii, 1927 — Приморский край[1]
- вид: Cleptes ignitus (Fabricius, 1787)
- вид: Cleptes japonicus Tosawa, 1940 — Япония (остров Хонсю)[1]
- вид: Cleptes juengeri Linsenmaier, 1994
- вид: Cleptes laevifacies Linsenmaier, 1999
- вид: Cleptes libanoticus Linsenmaier, 1959
- вид: Cleptes maculatus Linsenmaier, 1968
- вид: Cleptes mandsuricus Móczár, 1968 — северо-восток Китая[1] (=Mandchuria)
- вид: Cleptes mareki Rosa, 2003 — Shanxi, Китай
- вид: Cleptes maroccanus Linsenmaier, 1987
- вид: Cleptes metallicorpus Ha, Lee & Kim, 2011 — Китай, Корея
- вид: Cleptes mishimaensis Tsuneki, 1986 — Япония (острова Хоккайдо, Хонсю)[1]
- вид: Cleptes mocsaryi Semenov, 1891
- вид: Cleptes moczari Linsenmaier, 1968
- вид: Cleptes mongolicus Rosa, Halada & Agnoli, 2020[6]
- вид: Cleptes niger Wei & al., 2013 — Китай
- вид: Cleptes nigritus Mercet, 1904
- вид: Cleptes nitidulus (Fabricius, 1793) — северо-восток Китая (=Mandchuria), Турция, Европа[1]
- вид: Cleptes nyonensis Móczár, 1997
- вид: Cleptes obsoletus Semenov, 1891
- вид: Cleptes orientalis Dahlbom, 1854
- вид: Cleptes pallipes Lepeletier, 1806
- вид: Cleptes parnassicus Mocsáry, 1902
- вид: Cleptes pseudosulcatus Móczár, 1968
- вид: Cleptes putoni Du Buysson, 1886
- вид: Cleptes satoi Tosawa, 1940 — Япония (острова Хонсю, Сикоку)[1]
- вид: Cleptes schmidti Linsenmaier, 1968
- вид: Cleptes scutellaris Mocsáry, 1889
- вид: Cleptes semiauratus (Linnaeus, 1761) — широко распространенный палеарктический вид[1] Jilin (Китай)
- вид: Cleptes semicyaneus Tournier, 1879 — Иркутская область, Юго-Восточная Европа[1]
- вид: Cleptes seoulensis Tsuneki, 1959 — Полуостров Корея[1], Китай
- вид: Cleptes sfenthourakisi Rosa & Makris, 2022 — Кипр[4]
- вид: Cleptes shengi Wei & al., 2013 — Китай
- вид: Cleptes sinensis Wei & al., 2013 — Китай
- вид: Cleptes sjostedti Hammer, 1950 — Китай (Цзянсу)[1], Тайвань
- вид: Cleptes splendidus (Fabricius, 1794)
- вид: Cleptes striatipleuris Rosa, Forshage, Paukkunen & Soon, 2015 — Венгрия[7]
- вид: Cleptes taiwanus Tsuneki, 1982 — Тайвань
- вид: Cleptes tibetensis Wei & al., 2013 — Китай
- вид: Cleptes townesi Kimsey, 1987 — Тайвань
- вид: Cleptes transoxianus Rosa, 2018 — Казахстан[8]
- вид: Cleptes triestensis Móczár, 2000
- вид: Cleptes venustus Tsuneki, 1966 — Япония (остров Хонсю)[1]
- вид: Cleptes villosus Wei & al., 2013 — Китай